# M8 M/55

El M-8/M55 es una versión modificada del M8 Greyhound localmente por la compañía colombiana IMDICOL, la torreta del montaje original fue sustituida por una de un paquete de sistemas antiaéreos (Sistema M55 antiaéreo cal .50 automático).

## Historia
Con las evidentes carencias y dificultades de adquirir material antiaéreo en el exterior, el Alto Mando del Ejército Nacional de Colombia decidió convertir un gran lote de vehículos M8, comprados como remanentes de la Segunda Guerra Mundial y darles nueva vida, como unidades antiaéreas

### Modificaciones
- Se le cambió el cañón de 37 mm AP por un sistema M-55 añadiéndole un sistema eléctrico independiente.
- El motor fue sustituido por un motor diesel Detroit H1, con Caja de Cambios Allison de sistema dual.

## Misiones y Asignación
Los M8 M/55 se encuentran asignados al Plan Meteoro del gobierno nacional, en la protección de vías, para evitar el asalto por parte de grupos insurgentes. El armamento, al ser una adaptación de la reputadísima Browning M2, puede ser usado contra tropa y ejércitos irregulares.
- Datos: Q5789231